# Пенюги
Пеню́ги (бел. Пянюгі) — деревня в составе Холстовского сельсовета Быховского района Могилёвской области Республики Беларусь.

## История
В 1913 году в наемном помещении действовала школа грамоты (в 1913 г. 20 м. и 9 д.).

## Население
- 2010 год — 5 человек